# THE END -思いがけず出会ったら-
「THE END -思いがけず出会ったら-」（ジ・エンド　おもいがけずであったら）は、1978年7月21日にCBS・ソニー（現：ソニー・ミュージックレーベルズ）から発売されたフォーリーブスの38枚目でジャニーズ事務所時代、ラストシングルである。

## 収録曲
1. THE END -思いがけず出会ったら-
作詞：岩谷時子　作曲：青山孝　編曲：いしだかつのり
2. 夢のかけら[1]
作詞：北公次　作曲：青山孝　編曲：いしだかつのり